# Olympiska sommarspelen 1908
Olympiska sommarspelen 1908 var de fjärde moderna olympiska spelen och hölls i London i Storbritannien. Spelen skulle egentligen hållas i Rom, men efter vulkanen Vesuvius utbrott 1906 avstod italienarna och spelen flyttades till London.
Denna gång begränsades tävlingsgrenarnas antal avsevärt, och spelen ägde rum i två omgångar, en i juli och en i oktober. Den senare, som omfattade fotboll, boxning och skridskoåkning kom att kallas "vinterspel".
Detta år hade Sverige näst Storbritannien och Danmark den största tävlingstruppen, och var väl representerad på de flesta områden. USA och Storbritannien tog hem de flesta medaljerna, Sverige kom som tredje plats i medaljkampen.

## Att notera
- För första gången marscherar deltagarna in nationsvis vid invigningen.
- Märtha Adlerstråhle blir första svenska kvinna att ta OS-medalj. Hon tog brons i inomhusturneringen i tennis.
- Amerikanen Ray Ewry vinner höjdhopp och längdhopp utan ansats och blir därmed den förste och, hittills, ende att vinna totalt åtta OS-guld i individuella grenar.
- Wyndham Halswelle från Storbritannien vinner 400 metersloppet i friidrott utan motståndare. Vid första försöket blev John Carpenter från USA diskvalificerad. Två andra idrottare från USA vägrade att delta i andra försöket.[2]
- Italienaren Dorando Pietri kommer först in på stadion vid maratonloppet, men kollapsar, stöttas upp och hjälps sedan över mållinjen varvid han diskas och segern går istället till amerikanen Johnny Hayes.
- Bågskyttarna Lottie och Willie Dod, Storbritannien blir första bror-systerparet som tar olympiska medaljer.
- Irländaren Joshua Millner blir den hittills äldste guldmedaljören i en individuell tävling. Han var 61 år och 4 dagar gammal när han vann frigevärsskyttet.
- I fotbollsturneringen gör danske anfallaren Sophus Nielsen tio mål i en match mot Frankrike.
- Finland tar sitt andra OS-guld (första guldet togs 1896 i Aten, viktklass: weltervikt). Den historiske segraren är Verner Weckman, segrare i lätta tungviktsklassen i grekisk-romersk brottning.

## Sporter
| - Boxning - Brottning - Bågskytte - Cykling - Dragkamp - Fotboll - Friidrott - Fäktning |  | - Gymnastik - Hästpolo - Konståkning - Lacrosse - Landhockey - Racquets - Real tennis - Rodd |  | - Rugby union - Segling - Simhopp - Simning - Skytte - Tennis - Vattenmotorsport - Vattenpolo |

## Medaljfördelning
Värdnation (Storbritannien)
| Plac. | Land           | Guld | Silver | Brons | Totalt antal medaljer |
| ----- | -------------- | ---- | ------ | ----- | --------------------- |
| 1     | Storbritannien | 56   | 51     | 39    | 146                   |
| 2     | USA            | 23   | 12     | 12    | 47                    |
| 3     | Sverige        | 8    | 6      | 11    | 25                    |
| 4     | Frankrike      | 5    | 5      | 9     | 19                    |
| 5     | Tyskland       | 3    | 5      | 5     | 13                    |
| 6     | Ungern         | 3    | 4      | 2     | 9                     |
| 7     | Kanada         | 3    | 3      | 10    | 16                    |
| 8     | Norge          | 2    | 3      | 3     | 8                     |
| 9     | Italien        | 2    | 2      | 0     | 4                     |
| 10    | Belgien        | 1    | 5      | 2     | 8                     |

## Deltagande nationer
För andra gången skedde deltagandet i de olympiska spelen genom de nationella olympiska kommittéerna (första gången var vid extraspelen i Aten två år tidigare). Totalt deltog 22 länder i spelen även om Osmanska rikets medverkan är omstridd. Finland, Nya Zeeland (som en del av Australasien) och Turkiet (som Osmanska riket) debuterade vid dessa spel.
|                                                                               |                                                                            |                                                                              |
| - Argentina - Australasien - Belgien - Böhmen - Danmark - Finland - Frankrike | - Grekland - Italien - Kanada - Nederländerna - Norge - Ryssland - Schweiz | - Storbritannien - Sverige - Sydafrika - Tyskland - Ungern - USA - Österrike |

### Omdiskuterade
En gymnast, Aleko Mulos, ska ha tävlat för Osmanska riket. Det finns dock inga bevis för att han verkligen ställde upp och han omnämns inte i startlistan i den officiella rapporten från spelen.
| - Osmanska riket |